# Route métropolitaine 901 (Toulouse Métropole)
Fil d'Ariane
Pour les articles homonymes, voir Route 901.
Dans Toulouse Métropole, la route métropolitaine 901 ou M 901 (anciennement route départementale 901 (D 901)), communément appelée Fil d'Ariane, est une route métropolitaine de Toulouse. Elle fait 1,3 km et est intégralement aménagée en voie express à 2x2 voies. Elle sert de liaison entre les autoroutes A624 et l'A621 et dispose d'un unique accès intermédiaire depuis la rue Velasquez.

## Historique
- 7 décembre 2016 : Mise en service de l'accès depuis la rue Velasquez[1]
- 1er janvier 2017 : Transfert de compétence à Toulouse Métropole[2].

## Tracé
- Échangeur entre A621 et M901
- Début de la M901
- : Rue Velasquez (quart d'échangeur)
- Fin de la M901
- Échangeur entre A624 et M901

## Futur
Une sortie vers la rue Velasquez doit être créée à terme,.